# Letzuana
Letzuana is een geslacht van kevers uit de familie bladkevers (Chrysomelidae).
De wetenschappelijke naam van het geslacht werd in 1934 gepubliceerd door Chen.

## Soorten
- Letzuana costata Kimoto, 2000
- Letzuana minor Kimoto, 2000
- Letzuana thailandica Kimoto, 2000